# Băng tần L
Là thuật ngữ chỉ 4 băng tần theo các chuẩn khác nhau của phổ điện từ: 40 tới 60 GHz (NATO), 1 tới 2 GHz (IEEE), 1565 nm to 1625 nm (thông tin quang) và 3,5 micromet (thiên văn hồng ngoại).

## Băng L NATO
Băng L NATO chỉ dải tần từ 40 đến 60 GHz (5–7,5 mm).

## Băng L IEEE

### Trong quân sự
Ở Mỹ và các vùng lãnh thổ phụ thuộc Mỹ, băng L được quân đội sử dụng để viễn trắc, do đó buộc các hệ thống quảng bá vô tuyến số phải dùng băng tần khác. Hệ thống phát thanh số thường dùng dải tần 1452–1492-MHz ở hầu hết các vùng trên thế giới, nhưng các quốc gia khác cũng dùng các băng VHF và UHF.

### GNSS
Các sóng mang của hệ thống định vị toàn cầu (GPS) có tần số trong băng L, tần số trung tâm là 1176,45 MHz (L5), 1227,60 MHz (L2), 1381,05 MHz (L3) và 1575,42 MHz (L1).
- Hệ thống định vị Galileo dùng băng L giống như GPS.
- Hệ thống GLONASS dùng băng L như  GPS.

### Viễn thông
Các nhà khai thác mạng di động GSM dùng tần số 800–900 và 1800–1900 MHz. Điện thoại vệ tinh Iridium dùng tần số 1616 tới 1626,5 MHz để liên lạc với vệ tinh. Các thiết bị đầu cuối Inmarsat và LightSquared dùng tần số 1525 tới 1646,5 MHz để liên lạc với vệ tinh.

### Vô tuyến nghiệp dư
Các quy định vô tuyến của Liên minh Viễn thông Quốc tế cho phép các hoạt động vô tuyến nghiệp dư được dùng dải tần số 1240 tới 1300 MHz, còn vệ tinh nghiệp dư dùng tần số đường lên là 1.260 tới 1.270 MHz. Dải tần này còn gọi là băng 23 cm. AMSAT gọi băng tần này là băng L.

### Phát thanh số (Quỹ đạo Trái Đất)
Vệ tinh vô tuyến WorldSpace phát ở tần số 1467–1492 MHz.

### Sử dụng băng L cho phát thanh số (DAB)
Các khối sau được dùng cho phát quảng bá T-DAB (mặt đất):
| Khối | Tần số trung tâm |
| ---- | ---------------- |
| LA   | 1452,960 MHz     |
| LB   | 1454,672 MHz     |
| LC   | 1456,384 MHz     |
| LD   | 1458,096 MHz     |
| LE   | 1459,808 MHz     |
| LF   | 1461,520 MHz     |
| LG   | 1463,232 MHz     |
| LH   | 1464,944 MHz     |
| LI   | 1466,656 MHz     |
| LJ   | 1468,368 MHz     |
| LK   | 1470,080 MHz     |
| LL   | 1471,792 MHz     |
| LM   | 1473,504 MHz     |
| LN   | 1475,216 MHz     |
| LO   | 1476,928 MHz     |
| LP   | 1478,640 MHz     |

Các khối sau được dùng cho phát quảng bá S-DAB (vệ tinh):
| Khối | Tần số trung tâm |
| ---- | ---------------- |
| LQ   | 1480,352 MHz     |
| LR   | 1482,064 MHz     |
| LS   | 1483,776 MHz     |
| LT   | 1485,488 MHz     |
| LU   | 1487,200 MHz     |
| LV   | 1488,912 MHz     |
| LW   | 1490,624 MHz     |

Chú ý: Canada các tần số trung tâm hơi khác một chút cho DAB băng L, trong khi nhiều nước châu Âu thì DAB bị hạn chế một phần băng tân III do dùng phần tần số còn lại cho truyền hình và vô tuyến di động hữu tuyến.

## Băng L trong thông tin quang
Băng tần L cũng được dùng trong thông tin quang, bước sóng trong dải 1565 nm tới 1625 nm.

## Thiên văn học hồng ngoại

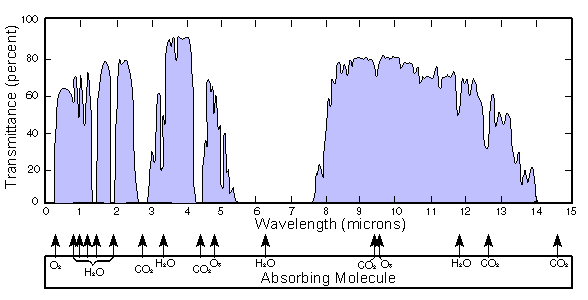
Cửa sổ khí quyển trong vùng hồng ngoại. Băng L là cửa sổ có bước sóng trung tâm ở 1,25 micromet.

Trong thiên văn học hồng ngoại, băng L là cửa sổ truyền dẫn khí quyển nằm ở 3,5 micromet (trong vùng cận hồng ngoại).

## Các băng tần sóng cực ngắn khác
Phổ sóng cực ngắn thường được định nghĩa là phổ điện từ trong dải tần số 1.0 GHz đến 30 GHz, nhưng một số định nghĩa cũ hơn tính cả các tần số thấp hơn. Hầu hết các ứng dụng phổ biến trong dải tần 1,0 đến 30 GHz. Các băng tần số sóng cực ngắn, được định nghĩa bởi Hiệp hội Vô tuyến Anh (RSGB), được thể hiện trong bảng dưới đây. Chú ý là các tần số trên 30 GHz thường được gọi là "sóng mm". Tần số 30 GHz tương ứng với bước sóng 10 mm, hay 1 cm.
| Băng tần L  | 1 tới 2 GHz     |
| Băng tần S  | 2 tới 4 GHz     |
| Băng tần C  | 4 tới 8 GHz     |
| Băng tần X  | 8 tới 12 GHz    |
| Băng tần Ku | 12 tới 18 GHz   |
| Băng tần K  | 18 tới 26,5 GHz |
| Băng tần Ka | 26,5 tới 40 GHz |
| Băng tần Q  | 30 tới 50 GHz   |
| Băng tần U  | 40 tới 60 GHz   |
| Băng tần V  | 50 tới 75 GHz   |
| Băng tần E  | 60 tới 90 GHz   |
| Băng tần W  | 75 tới 110 GHz  |
| Băng tần F  | 90 tới 140 GHz  |
| Băng tần D  | 110 tới 170 GHz |

Chú thích: "Băng tần P " đôi khi được dùng không chính xác cho băng tần Ku. "P" có nghĩa là "previous" (trước) là băng tần radar dùng ở Anh có dải tần 250 đến 500 MHz, hiện nay băng tần hoàn toàn lỗi thời theo tiêu chuẩn 521 của IEEE, xem  và  Lưu trữ ngày 14 tháng 7 năm 2014 tại Wayback Machine. Đối với các định nghĩa khác, xem Letter Designations of Microwave Bands